# تاکلوبان
تاکلوبان (به فیلیپینی: Lungsod ng Tacloban) (به چینی: 独 鲁 万) یکی از شهرهای بندری فیلیپین است. این شهر در حدود ۳۶۰ مایلی جنوب مانیل واقع شده‌است.
تاکلوبان مرکز استان لیته بوده و به‌عنوان نخستین شهر مدرن در منطقهٔ ویسایاس شرقی به‌شمار می‌رود. این شهر بزرگ‌ترین شهر و مرکز منطقهٔ ویسایاس شرقی (منطقهٔ هشتم فیلیپین) است.
جمعیت تاکلوبان در سال ۲۰۰۷ بالغ بر ۲۱۷٬۱۹۹ نفر بوده‌است. مساحت این شهر نیز ۲۰۱٫۷۲ کیلومتر مربع است. تاکلوبان از ۲۰ اکتبر ۱۹۴۴ تا ۲۷ فوریه ۱۹۴۵ جزء مناطق مشترک‌المنافع فیلیپین محسوب می‌شده‌است.

## نگارخانه

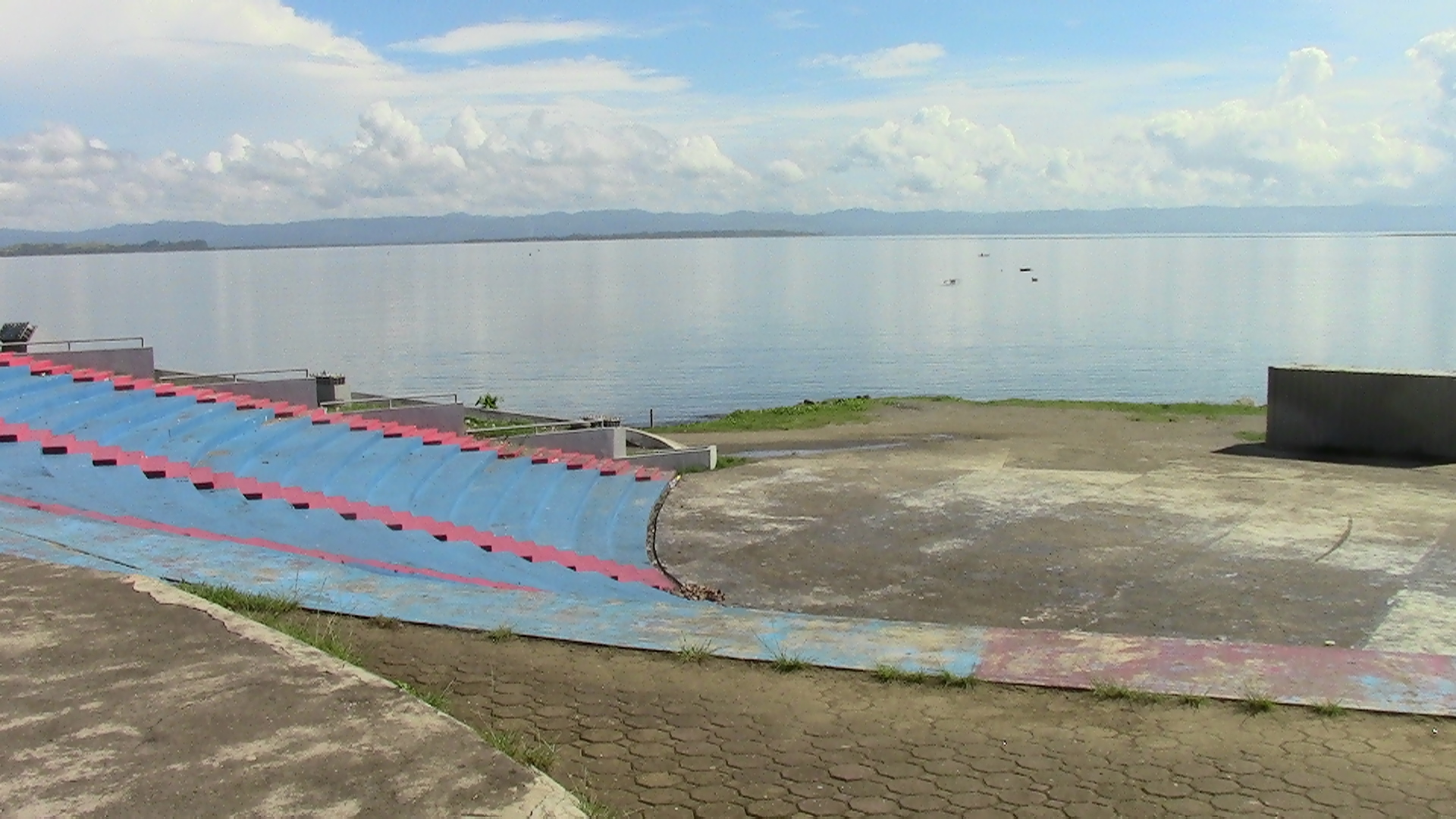
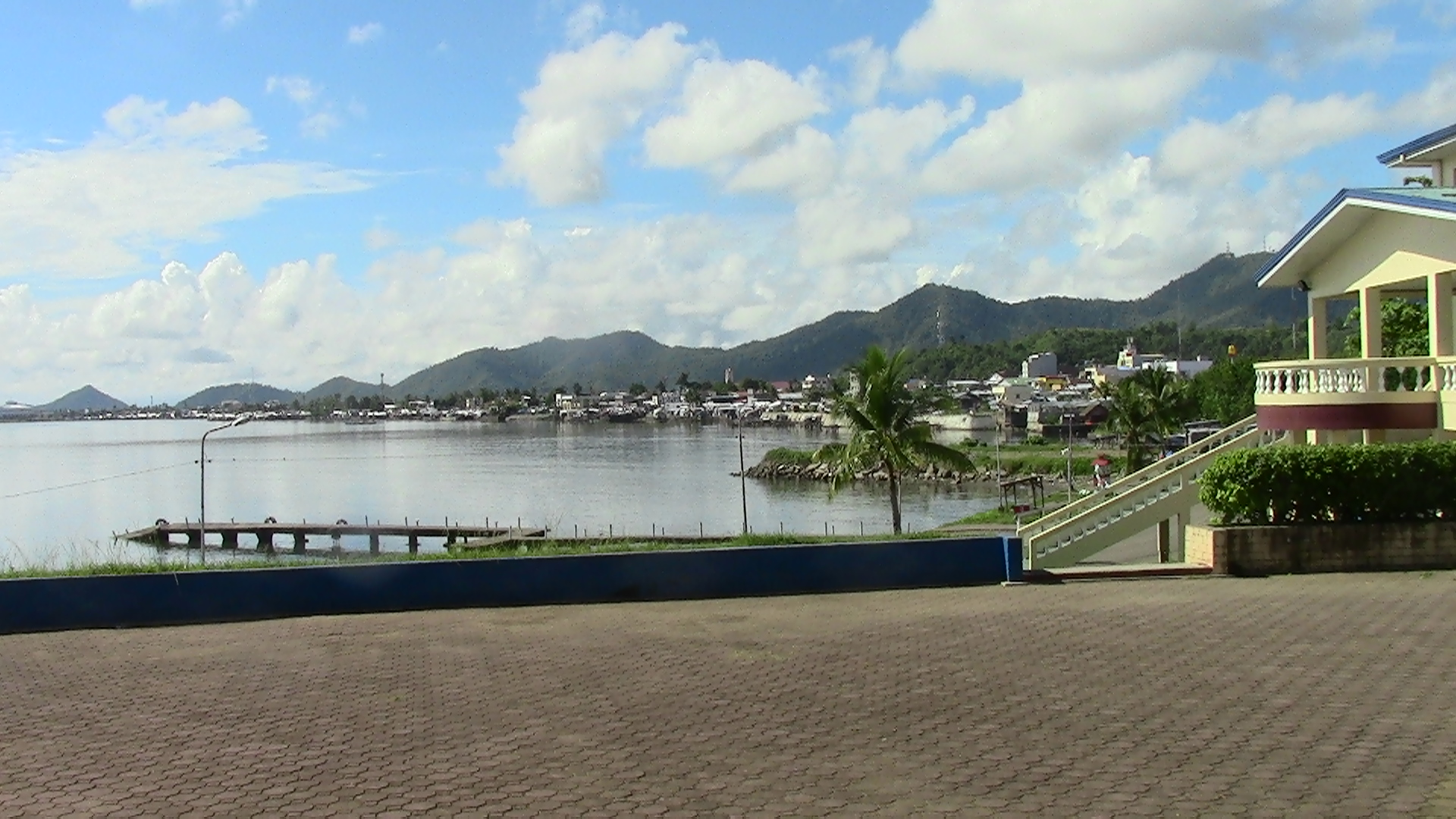
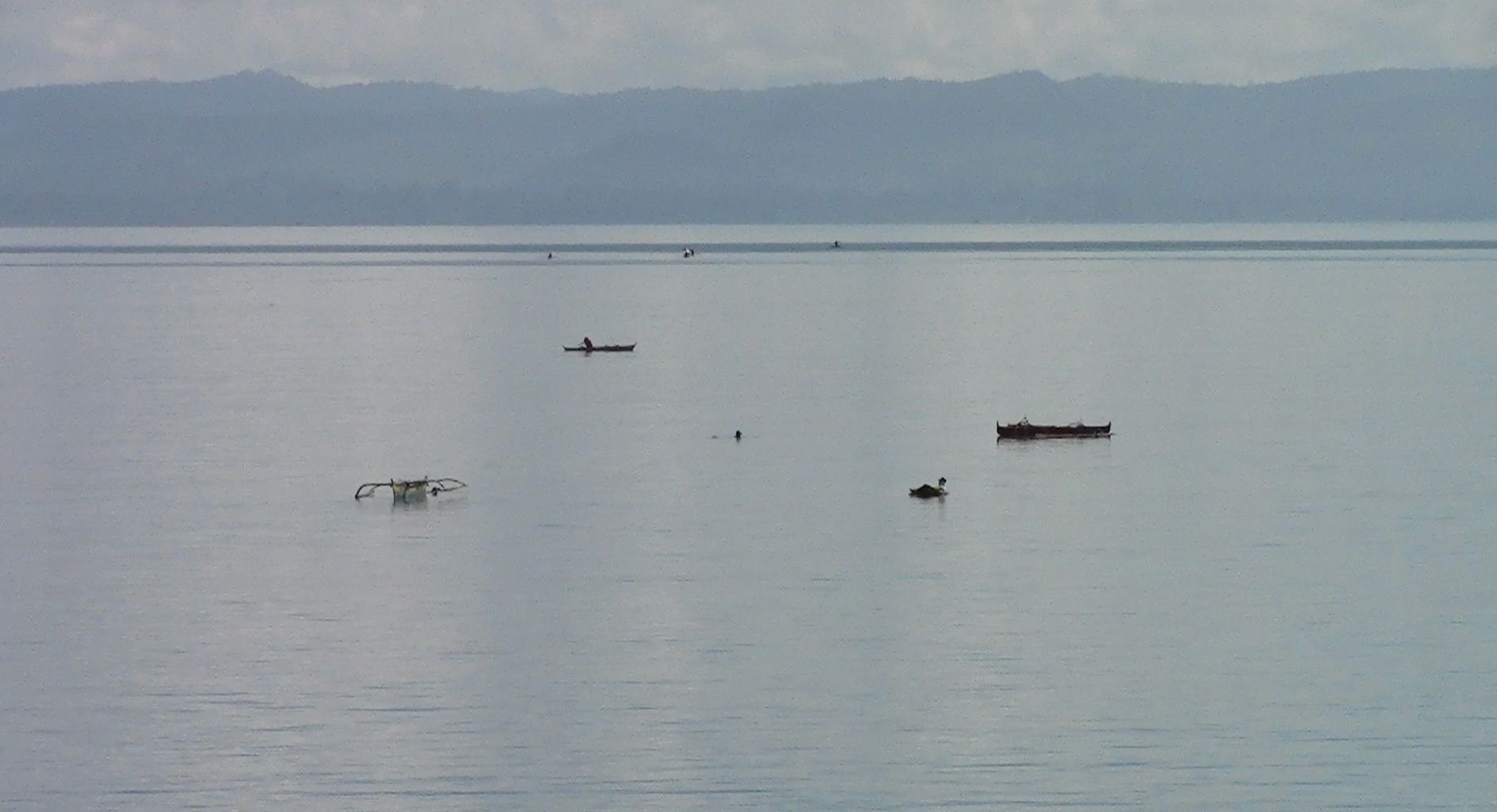